# 5623 Iwamori
Az 5623 Iwamori (ideiglenes jelöléssel 1990 UY) a Naprendszer kisbolygóövében található aszteroida. Atsushi Sugie fedezte fel 1990. október 20-án.